# Fakófarkú kolibri
A fakófarkú kolibri (Boissonneaua flavescens) a madarak (Aves) osztályába, ezen belül a  sarlósfecske-alakúak (Apodiformes) rendjéhez és a kolibrifélék (Trochilidae) családjához tartozó faj.
Magyar neve, forrással nincs megerősítve.

## Rendszerezése
A fajt Jules Bourcier brit ornitológus írta le 1847-ben, a Trochilus nembe Trochilus flavescens néven.

## Alfajai
- Boissonneaua flavescens flavescens (Loddiges, 1832)
- Boissonneaua flavescens tinochlora Oberholser, 1902[2]

## Előfordulása
Dél-Amerika északnyugati részén, az Andokban, Kolumbia, Ecuador és Peru területén honos. Természetes élőhelyei a szubtrópusi és trópusi hegyi esőerdők és magaslati cserjések.

## Megjelenése
Testhossza 12 centiméter.
|  |

## Természetvédelmi helyzete
Az elterjedési területe nagyon nagy, egyedszáma pedig ismeretlen. A Természetvédelmi Világszövetség Vörös listáján nem fenyegetett fajként szerepel.